# جورج بارنت
جورج بارنت (بالإنجليزية: George Barnett)‏ هو ضابط أمريكي، ولد في 9 ديسمبر 1859 في لانكستر في الولايات المتحدة، وتوفي في 27 أبريل 1930 في واشنطن العاصمة في الولايات المتحدة.